# Kabinett (Politik)

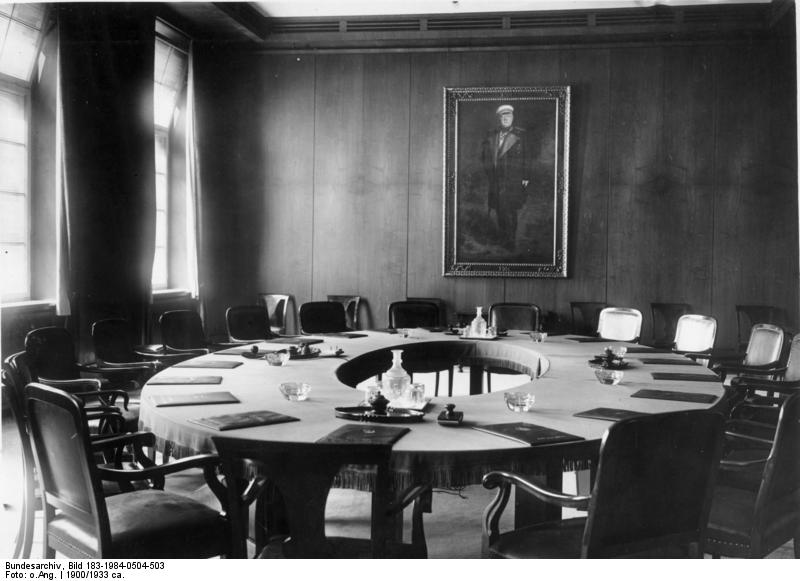
Sitzungssaal des Kabinetts in der Reichskanzlei, Berlin (um 1900)

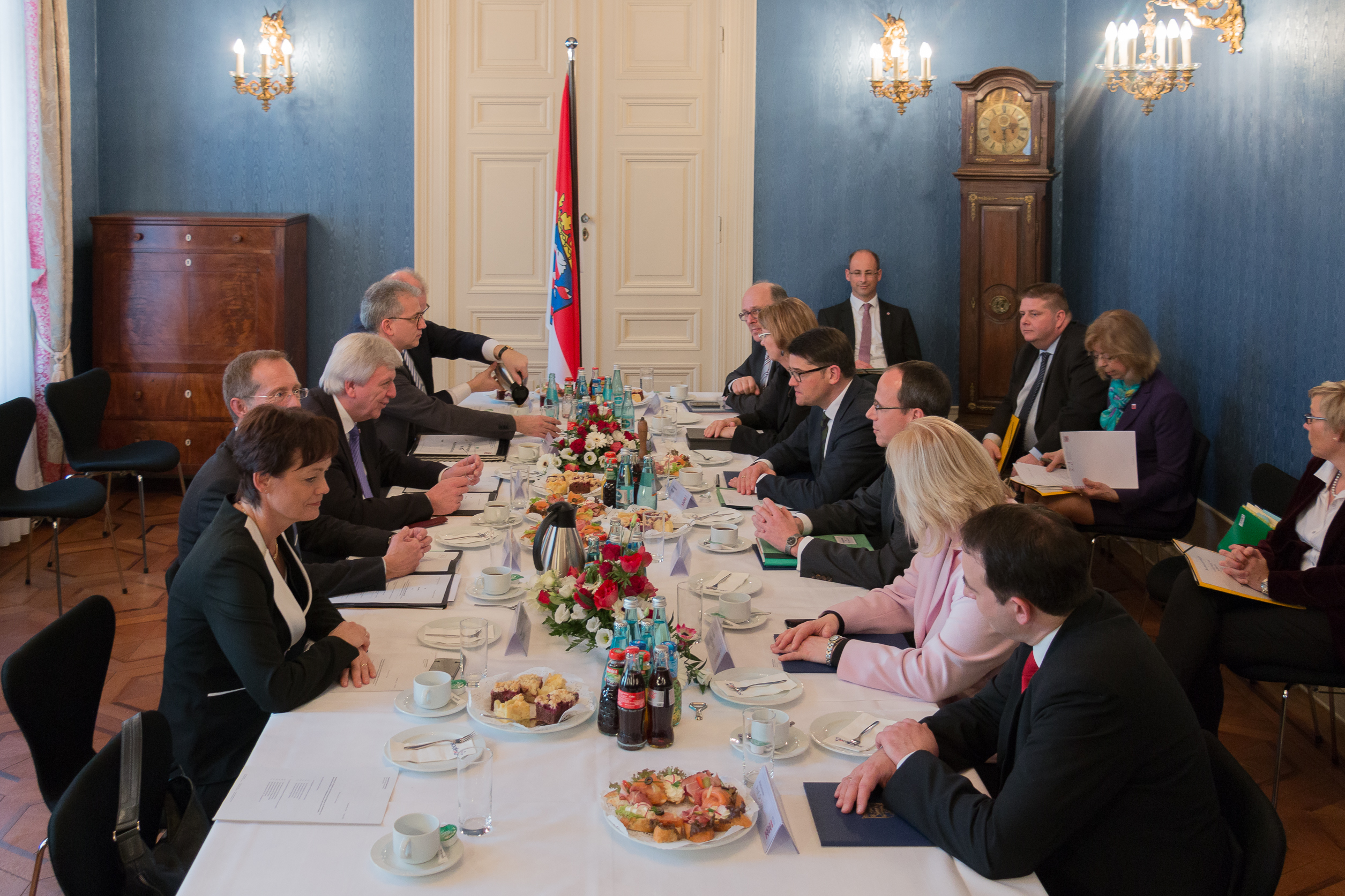
Erste Sitzung des Kabinetts Bouffier II im Kabinett des Hessischen Landtags

Als Kabinett wird in der Politik zumeist eine bestimmte Regierung eines (Bundes-)Staates bezeichnet, genauer das Regierungsgremium, also die jeweilige Besetzung, an deren Spitze ein Regierungschef steht (meist Premierminister, Ministerpräsident oder Kanzler). Zum Kabinett gehören ebenfalls mehrere Minister, die für unterschiedliche Themenbereiche zuständig sind, und weitere hohe Staatsbeamte (beispielsweise Staatssekretäre). Nur zwei Staaten, die Schweiz und Rojava, werden von einem Rat ohne einzelnen Regierungschef regiert; diese Regierungen werden daher üblicherweise nicht als Kabinett bezeichnet. Ebenfalls teilweise nicht als Kabinett bezeichnet werden Regierungsgremien, die keine thematisch zugeschnittenen Ministerien haben, was in seltenen Fällen in Diktaturen vorkommen kann.
Daneben, jedoch deutlich seltener, findet sich der Begriff Kabinett auch zur Bezeichnung sonstiger leitender Stäbe, nicht einer Regierung, auf höchster oder unterer Staatsebene oder an der Spitze einer hohen Behörde (dann in der Regel einer Bundesbehörde).

## Begriffsgeschichte und nationale Verwendung
Benannt ist das Kabinett nach der Kammer (Kabinett ‚[Hinter-]Zimmer‘), in der einst ein Herrscher seine engsten Mitarbeiter empfing. Der Kabinettschef war dann der Verbindungsmann zum Herrscher, eine Funktion, die man heute als Ministerpräsident (‚Vorsitzender der Minister‘), Ministerratsvorsitzender, Premierminister (‚Erster der Minister‘), Regierungspräsident, Regierungschef oder Kanzler bezeichnet – ursprünglich war der Kanzler der Leiter der Hofkanzlei, also oberster Privatsekretär des Monarchen. Wie sich die Stellung dieses Postens zum Kabinett und dem Chef des Kabinetts beziehungsweise Ministerkollegiums entwickelt, hängt von der Entwicklung des Parlamentarismus und politischen Systems im jeweiligen Land ab. Eine solche Stellung als Kanzler und Kabinettschef hat beispielsweise noch der Regierungschef des Fürstentums Liechtenstein, der als einziges Mitglied der Regierung vom Fürsten in Amt und Pflicht genommen wird.
In der Anfangszeit der bürgerlich gestellten Regierungsmitglieder hatten oft nur einzelne, besonders hochrangige Minister tatsächlich das Recht, direkt beim Monarchen vorzusprechen, während andere Eingaben über die Kanzlei zu machen hatten. Das stammt aus der Zeit, in der das Geheime Kabinett (geheim: persönliches Zimmer des Fürsten) der Beratungsraum war, zu dem nur die Geheimräte Zugang hatten. Diese Priorität bezog sich auf diejenigen Angelegenheiten, die der Autokrat unmittelbar erledigt wissen wollte (Kabinettssachen), daher nannte man diese Minister auch die Kabinettsminister. Ein solches Gremium war der Österreichische Staats-/Reichsrat ab Maria Theresia. In den Vereinigten Staaten von Amerika beispielsweise ist heute entsprechend das United States Cabinet eine Runde des Präsidenten nur mit den wichtigsten Ministern, aber auch einigen anderen führenden nichtministeriellen Beamten (etwa Stabschef, UN-Botschafter). Derzeit ist es aber üblich, dass alle Minister dem Kabinett angehören.
Im Französischen bezeichnete man das Regierungsgremium, den Rat der Minister, ursprünglich als das Ministerium, erst später geht der Ausdruck Ministerium auf das Portefeuille, also einen speziellen Zuständigkeitsbereich, beziehungsweise die Dienststelle (daher gibt es Minister ohne explizites Ministerium und Minister ohne Portefeuille) und dann auf die Beamtenschaft eines bestimmten Ministers beziehungsweise die Behörde im Ganzen über, wie man das Wort Ministerium heute so verwendet – während Ministerrat zeitgenössisch auch auf die multilaterale Zusammenkunft von Ministern mit gemeinsamem Portefeuille angewandt wird, also facheinschlägige Gremien, nicht Institutionen einer Regierung.
Im französischen Sprachgebrauch, der auch in der Europäischen Union verwendet wird, bezeichnet der Ausdruck Kabinett (cabinet) noch heute nicht die Regierung, sondern den Stab – also die engsten Mitarbeiter – eines Behördenleiters oder Politikers. Daher ist ein Kabinettschef die „rechte Hand“ eines Politikers oder leitenden Beamten. Entsprechend gibt es ein Cabinet du président de la République als Privatsekretariat des französischen Präsidenten, und in jedem französischen Ministerium ein Kabinett. Und so haben alle Kommissare, aber auch der Präsident des Europäischen Parlaments und Generaldirektoren der Verwaltung der einzelnen EU-Institutionen Kabinette – die Institution mit der Funktion der Regierung (also das Kollegium der Ressortleiter) nennt sich Kommission.
In Österreich wird ebenfalls nach französischer Art noch heute das Ministerkollegium Ministerrat (beziehungsweise [Bundes-]Regierung) genannt. Der (Bundes-)Kanzler als Regierungschef gilt – im Sinne eines Primus inter pares (‚Erster unter Gleichen‘) – als Mitglied des Ministerrats, er kann – muss aber nicht – auch ein Ministerium leiten, desgleichen der Vizekanzler. Mit Kabinett wird hingegen die Stabsstelle des Bundeskanzlers, das Kabinett des Bundeskanzlers, bzw. die Stabsstellen jedes einzelnen Ministers, die Kabinette der Bundesminister, bezeichnet. Jedes dieser Kabinette umfasst einen Kabinettschef und mehrere Kabinettsmitarbeiter, diese gehören weder zum Regierungsgremium noch zwingend zur Beamtenschaft, es finden sich dort auch Diplomaten, Juristen oder freie politische Berater. Zur Regierung zählen aber – nicht formell, doch de facto – auch die Staatssekretäre, das sind zusätzliche Führungskräfte, die besondere Aufsicht, aber keine Weisung über Ministerialbeamte haben.
Dort, wo das Staatsmodell englischer Usance folgt, bezeichnet Kabinett aber meist das gesamte Ministerkollegium (vgl. Westminster-System).
In Deutschland kommt das Wort Kabinett im Grundgesetz nicht vor. Es wird dennoch häufig verwendet und bezeichnet die Regierung (Bundeskabinett, Landeskabinett).
In Monarchien wie in den Niederlanden ist die Verwendung ebenfalls gebräuchlich, da man damit die Regierung ohne den Monarchen bezeichnen kann, der oftmals zwar nominell der Regierung angehört, aber keine Tagespolitik betreibt. Außerdem ist dort das Kabinettsystem verbreitet, in dem die gesamte Regierung Entscheidungen treffen muss, nicht (auch) der Regierungschef oder einzelne Minister wie in Deutschland.
In der Schweiz findet bei einer Neuwahl keinerlei unmittelbare Umbildung des Bundesrats, des Kollegiums der Departementsvorsteher, statt, sondern die Besetzung ist auf je vier Jahre fest befristet, die Regierung wird also laufend personell neu gestaltet.
In angelsächsischen wie auch nordischen politischen System ist auch die im Kontinentaleuropa strenge eins-zu-eins-Zuordnung Minister zu Ministerium nicht üblich, oft ist ein Ministerium (Department, also Regierungsabteilung) mit mehreren, gleichrangigen Ministern ausgestattet.

## Vereinbarkeit von Ministeramt und Parlamentsmandat
Je nach Land ist es verpflichtend, verboten bzw. erlaubt, dass Kabinettsmitglieder gleichzeitig Parlamentsmitglieder sind. So müssen Kabinettsminister im Vereinigten Königreich aus der Mitte der amtierenden Parlamentsmitglieder ernannt werden. Anders ist es in der Schweiz und in Belgien, wo Kabinettsmitglieder nicht gleichzeitig Parlamentsmitglieder sein dürfen.

## Nomenklatur der Kabinette (Regierungen)
Kabinette werden heute typischerweise nach dem Regierungschef benannt und bei Umbildungen – nach Neuwahlen, aber auch aus anderen Gründen – nummeriert, so amtierte das Kabinett Papandreou I unter dem Ministerpräsidenten Andreas Papandreou von 1981, dem Wahlsieg und Amtsantritt, bis 1985. Papandreou amtierte noch eine weitere Legislaturperiode bis 1989 (Kabinett Papandreou II) und wieder 1993–1996 (Papandreou III). Das seines Sohnes 2009–2011 nennt man entsprechend Kabinett Giorgos Papandreou und fügt auch den älteren Kabinetten heute ein Andreas zwecks Unterscheidung bei.
Teilweise werden die Kabinette auch einfach nur durchnummeriert, z. B. in Kanada (siehe Liste der kanadischen Kabinette).